# Atmosférický parní stroj

Animace Newcomenova parního stroje

Atmosférický parní stroj Newcomenova typu pracoval na základě kondenzace vodní páry. Když horká pára z kotle vytlačila píst nahoru, uzavřel se ventil u kotle a pod píst se vstříkla studená voda, která způsobila rychlou kondenzaci a tím i podtlak. Tak byl píst atmosférickým tlakem opět stlačen dolů a konal práci kývavým pohybem nahoru a dolů. Proto se výborně hodil k pohonu pístového čerpadla, připojeného jednoduchým táhlem. Pokud se čerpadla připojila na obě ramena vrchního vahadla, vznikl dvojčinný stroj, který dodával téměř stálý proud vody. Pracovní výkon Newcomenova stroje závisel na atmosférickém tlaku.

## Vývoj

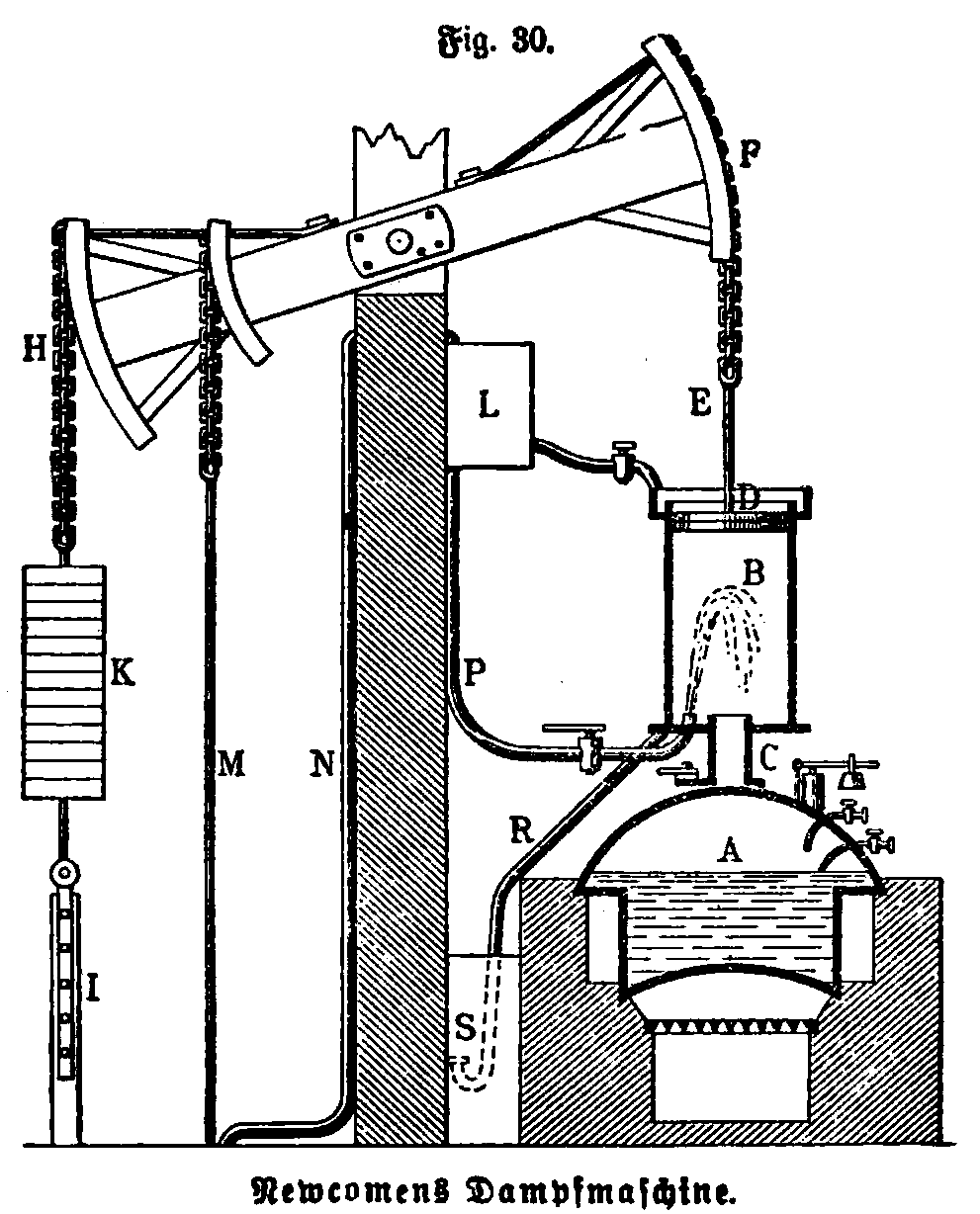
Nákres Newcomenova parního stroje

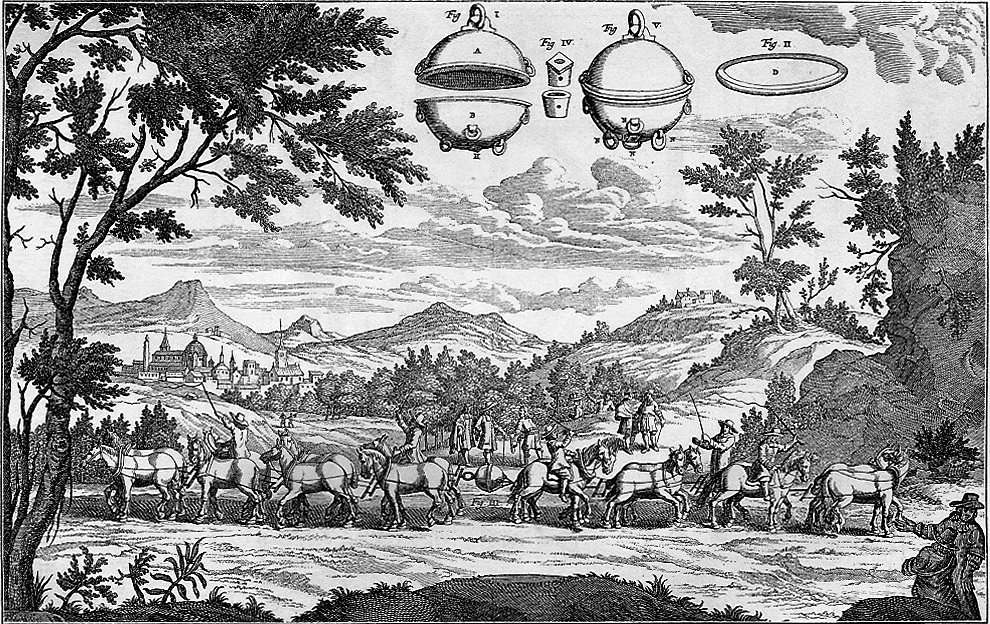
Guerickův pokus s "magdeburskými polokoulemi"

- 1643–1644: Evangelista Torricelli objevil důsledky atmosférického tlaku.
- Po roce 1650: německý přírodovědec a starosta Magdeburgu Otto von Guericke navrhl a postavil vakuové čerpadlo. Efektním pokusem s polokoulemi, jež po vyčerpání vzduchu ani koňské spřežení nemohlo odtrhnout od sebe, demonstroval pro veřejnost sílu atmosférického tlaku. V těchto experimentech pokračovali například Blaise Pascal a Robert Boyle.
- Po roce 1673: nizozemský fyzik Christiaan Huygens s Francouzem Denisem Papinem prováděli experimenty s primitivním výbušným pístovým strojem. Do horní polohy je píst vynesen výbuchem střelného prachu a vrácen zpět atmosférickým tlakem.
- 1690: Denis Papin postavil model atmosférického parního stroje.
- 1698: Angličan Thomas Savery získává anglický patent pro parní čerpadlo navržené k odvodňování dolů.
- 1706: Denis Papin postavil v Hessenu svůj atmosférický parní stroj. Krátce po spuštění měl poruchu, kterou se nepodařilo odstranit.
- 1707: Petr I. Veliký přikázal umístit v Letní zahradě v Petrohradě Saveryho atmosférické parní čerpadlo k pohánění fontán.
- 1712: Anglický kovář, výrobce nástrojů a obchodník se železem Thomas Newcomen navrhl první použitelný atmosférický parní stroj.
- 1722–1724: Anglický mechanik Issak Potter postavil v Nové Bani na Slovensku Newcomenův atmosférický parní stroj. Během následujících generací bylo na Slovensku postaveno několik dalších atmosférických parních strojů.
- 1736: Jonathan Hull (Hulls) získává první patent na kolesovou loď poháněnou Newcomenovým atmosférickým parním strojem.
- 1758: Josef Karol Hell postavil na Slovensku atmosférický parní stroj Newcomenova typu o výkonu 12,3 HP (9,172 kW).
- 1764–1766: Ruský mechanik Ivan Vasiljevič Polzunov postavil dvouválcový atmosférický parní stroj.
- 1765: James Watt ukázal, že většina energie se v atmosférickém stroji spotřebuje na ohřívání válce a vytvořil daleko úspornější stroj s odděleným kondenzátorem. Navrhl také dvojčinný stroj, kde se pára pouštěla střídavě pod píst a nad píst, což umožnilo pracovat s vyšším tlakem páry. Angličan John Smeaton se pokusil vyrobit vrták pro válce atmosférických parních strojů.
- 1769–1772: Francouzský vojenský inženýr Nicolas Cugnot navrhl první použitelné vozy na parní pohon. Šlo o vozy poháněné dvouválcovým atmosférickým parním strojem.
- 1772: Angličan John Smeaton vylepšil na základě vědeckých výpočtů atmosférický parní stroj.
- 1774–1775: Angličan John Wilkinson postavil podstatně vylepšený vrták pro dělové hlavně. Mohl být rovněž použit pro vrtání válců parních strojů a zajišťovat tak přesnost těchto válců.